# Rosca mulata
A rosca mulata é um bolo tipicamente confeccionado no Alto Minho de Portugal e na Galiza.

## História e Características
Apesar de não ser nem uma rosca, nem um doce conventual ou de antiga tradição gastronómica portuguesa, especula-se que a receita do bolo rosca mulata terá sido criada durante as primeiras décadas do século XX, utilizando vários bens alimentares que apenas eram obtidos através de uma das práticas mais comuns de subsistência da região, as redes clandestinas de contrabando com a Galiza, nomeadamente no município minhoto de Melgaço, Portugal.
O bolo com formato redondo, tal como o pão de ló, tendo como ingredientes farinha, ovos, açúcar, cacau, canela, leite, manteiga e outros, podendo-se optar por adicionar aguardente ou vinho do Porto, é ainda confeccionado na região do Alto Minho, na Galiza e no Brasil, nomeadamente por descendentes de imigrantes minhotos.